# Deroceras fatrense
Deroceras fatrense es una especie de molusco gasterópodo de la familia Agriolimacidae en el orden de los Stylommatophora.

## Distribución geográfica
Es endémica de Eslovaquia.  